# Daniza Mastilovic
Daniza Mastilovic (Negotin, 7 de noviembre de 1933-15 de julio de 2023) fue una soprano dramática serbia de imponente presencia y caudal vocal. Se destacó como soprano dramática en operas de Wagner, Strauss, Puccini y Verdi.

## Biografía
Estudió en el conservatorio de Belgrado debutando en la ópera de esa ciudad en opereta donde permaneció hasta 1958.
En Fráncfort del Meno fue Turandot en 1967 teatro al que se había incorporado en 1959 cuando la regencia de Georg Solti donde debutó como Tosca. Cantó en Bayreuth(1957-67), Salzburg, Hamburgo, Düsseldorf y Zagreb, así como en la Ópera Lírica de Chicago en 1962 (Abigail) junto a Tito Gobbi.
En el Teatro Colón de Buenos Aires debutó en 1970 en Die Frau ohne Schatten como La tintorera, junto a Ingrid Bjoner. Regresó en 1972 como Abigaille en Nabucco, de Verdi, y en 1975 como Elektra, de Richard Strauss, que también cantó en el Metropolitan Opera en 1975, con Astrid Varnay como Klytamnestra, y en 1978-79 dirigida por Erich Leinsdorf junto a Eva Marton (Crysotemis); de esta función existe un registro no comercial.
En 1978 cantó Kundry de Parsifal e Isolde en Fráncfort, Ortrud en Zúrich y Turandot en Torre del Lago Puccini para el 50 aniversario de la ópera de Puccini. Sus últimas actuaciones fueron en Pretoria y en el Landestheater de Salzburgo como Klytamnestra de Elektra en 1988.
En grabaciones fue una de las valquirias (Siegrune, Gerhilde y Helmwige) en los registros completos de El anillo del nibelungo bajo la dirección de Karl Böhm y Herbert von Karajan en 1966 y 1967.